# Atlas MA-3
Atlas MA-3 – amerykański człon zerowy (dodatkowy) wielu rakiet nośnych rodziny Atlas. Napędzany dwoma silnikami rakietowymi LR-89-5, na naftę i ciekły tlen. Wystrzelono ok. 252 silników tego typu.